# Светско првенство у атлетици у дворани 2003 — троскок за жене
Такмичење у троскоку у женској конкуренцији на 9. Светском првенству у атлетици у дворани 2003. одржано је 14. и 15. марта у Бирмингему (Уједињено Краљевство).
Титулу светске првакиње освојену у  Лисабону 2001. бранила је Тереза Маринова из Бугарске.

## Земље учеснице
Учествовало је 16 такмичарки из 13 земаља.
1. Алжир (1)
2. Бугарска (1)
3. Грчка (2)
4. Италија (1)
5. Јамајка (1)
6. Камерун (1)
7. Кина (1)
8. Куба (1)
9. Румунија (2)
10. Русија (2)
11. Сенегал (1)
12. Уједињено Краљевство (1)
13. Шпанија (1)

## Рекорди
Стање 13. март 2003.
| Рекорди пре почетка Светског првенства у дворани 2003. | Рекорди пре почетка Светског првенства у дворани 2003. | Рекорди пре почетка Светског првенства у дворани 2003. | Рекорди пре почетка Светског првенства у дворани 2003. | Рекорди пре почетка Светског првенства у дворани 2003. | Рекорди пре почетка Светског првенства у дворани 2003. |
| ------------------------------------------------------ | ------------------------------------------------------ | ------------------------------------------------------ | ------------------------------------------------------ | ------------------------------------------------------ | ------------------------------------------------------ |
| Светски рекорд                                         | 15,16                                                  | Ашја Хансен                                            | Уједињено Краљевство                                   | Валенсија, Шпанија                                     | 28. фебруар 1998.                                      |
| Рекорди светских првенстава                            | 15,03                                                  | Јоланда Чен                                            | Русија                                                 | Барселона, Шпанија                                     | 11. март 1995.                                         |
| Најбољи резултат сезоне                                | 14,88                                                  | Јамиле Алдама                                          | Куба                                                   | Карлсруе, Немачка                                      | 28. фебруар 2003.                                      |
| Европски рекорд                                        | 15,16                                                  | Ашја Хансен                                            | Уједињено Краљевство                                   | Валенсија, Шпанија                                     | 28. фебруар 1998.                                      |
| Афрички рекорд                                         | 14,56                                                  | Франсоаз Мбанго Етон                                   | Камерун                                                | Бирмингем, Уједињено Краљевство                        | 21. фебруар 2003.                                      |
| Северноамерички рекорд                                 | 14,88                                                  | Јамиле Алдама                                          | Куба                                                   | Карлсруе, Немачка                                      | 28. фебруар 2003.                                      |
| Јужноамерички рекорд                                   | 13,66                                                  | Андреа Авила                                           | Аргентина                                              | Торонто, Канада                                        | 13. март 1993.                                         |
| Океанијски рекорд                                      |                                                        |                                                        |                                                        |                                                        |                                                        |
| Рекорди после Светског првенства у дворани 2003.       |                                                        |                                                        |                                                        |                                                        |                                                        |
| Најбољи резултат сезоне у дворани                      | 15,36                                                  | Ашија Хансен                                           | Велика Британија                                       | Бирмингем, Уједињено Краљевство                        | 15. март 2003.                                         |
| Афрички рекорд                                         | 14,88                                                  | Франсоаз Мбанго Етон                                   | Камерун                                                | Бирмингем, Уједињено Краљевство                        | 15. март 2003.                                         |

### Најбољи резултати у 2003. години
Десет најбољих атлетичарки сезоне у троскоку пре првенства (4. марта 2003), имале су следећи пласман.
| 1.  | Јамиле Алдама        | Куба             | 14,88 | 28. фебруар |
| 2.  | Хрисопији Девеци     | Грчка            | 14,84 | 4. март     |
| 3.  | Аделина Гаврила      | Румунија         | 14,76 | 22. фебруар |
| 4.  | Ашија Хансен         | Велика Британија | 14,71 | 21. фебруар |
| 5.  | Магдалин Мартинез    | Италија          | 14,61 | 28. фебруар |
| 6.  | Татјана Лебедева     | Русија           | 14,60 | 28. фебруар |
| 7.  | Франсоаз Мбанго Етон | Камерун          | 14,56 | 21. фебруар |
| 8.  | Ана Пјатих           | Русија           | 14,44 | 26. јануар  |
| 8.  | Инеса Кравец         | Украјина         | 14,44 | 30. јануар  |
| 10. | Олга Васдеки         | Грчка            | 14,41 | 4. март     |

Такмичарке чија су имена подебљана учествовале су на СП 2003.

## Сатница
| Датум          | Време | Ниво          |
| -------------- | ----- | ------------- |
| 14. март 2003. | 9:00  | Квалификације |
| 15. март 2003. | 17:05 | Финале        |

## Освајачи медаља
|                                     |                                |                      |
| Ашија Хансен · Уједињено Краљевство | Франсоаз Мбанго Етон · Камерун | Кене Ндоје · Сенегал |

## Резултати

### Квалификације
Такмичење је одржано 14. марта 2003. године. Такмичарке су биле подељене у две групе. Квалификациона норма за финале износила је 14,20 м (КВ), коју су испуниле 4 такмичарке а 4 се пласирале на основу резултата (кв).,,
Почетак такмичења: група А у 9:00, група Б у 10:15.
| Плас. | Група | Атлетичарка          | Земља                | ЛР     | ЛРС    | #1    | #2    | #3     | Резултат | Белешка    |
| ----- | ----- | -------------------- | -------------------- | ------ | ------ | ----- | ----- | ------ | -------- | ---------- |
| 1.    | Б     | Ашија Хансен         | Уједињено Краљевство | 15,16  | 14,71  | 14,61 |       |        | 14,61    | КВ         |
| 2.    | Б     | Франсоаз Мбанго Етон | Камерун              | 14,95о | 14,56  | 14,10 | 14,39 |        | 14,39    | КВ         |
| 3.    | А     | Кене Ндоје           | Сенегал              | 14,28о | 14,23  | 13,64 | 14,33 |        | 14,33    | КВ, НР, ЛР |
| 4.    | А     | Баја Рахули          | Алжир                | 14,64о | 14.37о | 13,64 | 14,27 |        | 14,27    | КВ, НР     |
| 5.    | Б     | Ана Пјатих           | Русија               | 14,67о | 14,44  | 13,85 | 14,18 | 14,09  | 14,18    | кв         |
| 6.    | Б     | Аделина Гаврила      | Румунија             | 14,76  | 14,76  | 14,13 | 14,00 | 14,14  | 14,14    | кв         |
| 7.    | А     | Карлота Кастрехана   | Шпанија              | 14,51о | 14,22  | 13,61 | 14,10 | 13,99  | 14,10    | кв         |
| 8.    | Б     | Магдалин Мартинез    | Италија              | 14,73о | 14,61  | 14,09 | 14,09 | 14,07  | 14,09    | кв         |
| 9.    | Б     | Татјана Лебедева     | Русија               | 15,32о | 14,60  | 13,74 | 14,09 | 13,78  | 14,09    |            |
| 10.   | А     | Тереза Маринова      | Бугарска             | 15,20о | 14,40  | 13,49 | 14,09 | 13,77  | 14,09    |            |
| 11.   | Б     | Хрисопији Девеци     | Грчка                | 14,84  | 14,84  | 13,39 | 13,81 | 13,93  | 13,93    |            |
| 12.   | Б     | Олга Васдеки         | Грчка                | 14.67о | 14,41  | x     | 13.84 | 13.,87 | 13,87    |            |
| 13.   | А     | Триша Смит           | Јамајка              | 14,32о | 13,96  | 13,44 | x     | 13,66  | 13,66    |            |
| 14.   | А     | Олга Лидија Сеперо   | Куба                 | 14,43о | 13,43  | 13,51 | 13,54 | x      | 13,54    | ЛР         |
| 15.   | А     | Алина Дину           | Румунија             | 14,32  | 14,32  | 13,51 | 13,54 | x      | 13,44    |            |
| 16.   | А     | Ћујен Хуанг          | Кина                 | 14,72о | 13,58  | 12,89 | 12,46 | 13,23  | 13,23    |            |

### Финале
Такмичење је одржано 15. марта 2003. године у 17:05.,,
| Пласман | Атлетичарка          | Земља                | #1    | #2    | #3    | #4    | #5    | #6    | Резултат | Белешка     |
| ------- | -------------------- | -------------------- | ----- | ----- | ----- | ----- | ----- | ----- | -------- | ----------- |
|         | Ашија Хансен         | Уједињено Краљевство | 14,77 | x     | 14,56 | 14,62 | 15,01 | x     | 15,01    | СРС         |
|         | Франсоаз Мбанго Етон | Камерун              | 14,88 | 14,35 | 14,57 | 14,24 | x     | 14,73 | 14,88    | АФР, НР, ЛР |
|         | Кене Ндоје           | Сенегал              | 14,26 | 14,37 | 14,33 | 14,33 | 14,33 | 14,72 | 14,72    | НР, ЛР      |
| 4.      | Ана Пјатих           | Русија               | 14,32 | x     | 14,14 | x     | 14,35 | x     | 14,35    |             |
| 5.      | Магдалин Мартинез    | Италија              | 13,94 | 14,10 | 14,26 | 14,18 | 14,12 | 14,32 | 14,32    |             |
| 6.      | Карлота Кастрехана   | Шпанија              | 13,99 | 13,81 | 14,04 | 13,86 | 14,11 | 14,32 | 14,32    | НР, ЛР      |
| 7.      | Баја Рахули          | Алжир                | 14,17 | 14,22 | 14,14 | 14,10 | 14,31 | 13,98 | 14,31    | НР, ЛР      |
| 8.      | Аделина Гаврила      | Румунија             | 13,36 | 13,92 | x     | 13,81 | –     | –     | 13,92    |             |